# Malcolmia grandiflora
Malcolmia grandiflora là một loài thực vật có hoa trong họ Cải. Loài này được Kuntze mô tả khoa học đầu tiên.